# کودرانب (استان ووتسکی)
کودرانب (به لهستانی:  Kodrąb) یک روستا در لهستان است که در گمینا کودرانب واقع شده‌است.